# Abimelek (Księga Rodzaju)
Abimelek, Abimelech – król ludów Geraru, ziemi leżącej w południowej Palestynie na południowy wschód od Gazy w kraju Filistynów.
Abimelek był królem ziem, na które po zagładzie Sodomy przeniósł się Abraham z żoną swoją Sarą. Królowi spodobała się żona Abrahama, który przedstawił ją jako swoją siostrę, po czym trafiła ona do jego haremu. Chciał wykorzystać ją seksualnie, lecz – zgodnie z przekazem – zapobiegł temu Bóg, który objawił mu się we śnie i zagroził śmiercią. Gdy Abimelek potwierdził prawo Abrahama do mieszkania w Gerarze i wynagradził Sarę finansowo po nieświadomym narażeniu jej na cudzołóstwo, Bóg uzdrowił Abimeleka, jego niewolnice i żonę z niepłodności, którą ich dotknął z powodu Sary.
Gdy syn Abrahama, Izaak, wraz z rodziną przybył na ziemie Abimeleka, by uciec przed głodem, jaki zapanował w jego krainie, przyjął go tam król gościnnie, pomny na swą przygodę z Bogiem Abrahama. Widząc jednak, jak Bóg troszczy się o Izaaka, stał się król zawistny wobec swego gościa i kazał mu odejść. Izaak uczynił to i rozbił swój wąwóz w dolinie Gerary. Tam dwukrotnie, podczas kopania studni, zaatakowali go słudzy Abimeleka. Pierwszą studnię nazwali Esek – zwada, drugą Sitna – sprzeczka. Izaak wybudował w końcu trzecią studnię i pomnażał swoje bogactwo, rosnąc w siłę. Wtedy Abimelek wystraszył się Izaaka i wysłał swe sługi, by się z nim pojednać, co dzięki szlachetności Izaaka bez problemu mu się udało.